# Каклиани (Дманисский муниципалитет, Гомарети)
Каклиани (груз. კაკლიანი) — село в Грузии, на территории Дманисского муниципалитета края (мхаре) Квемо-Картли.

## География
Село находится в юго-восточной части Грузии, к западу от реки Храми, на расстоянии приблизительно 20 километров (по прямой) к северу от города Дманиси, административного центра муниципалитета. Абсолютная высота — 1357 метров над уровнем моря.

## Население
По результатам официальной переписи населения 2014 года в Каклиани проживало 5 человек (3 мужчины и 2 женщины). В национальной структуре населения грузины составляли 100 %.